# Memento Park

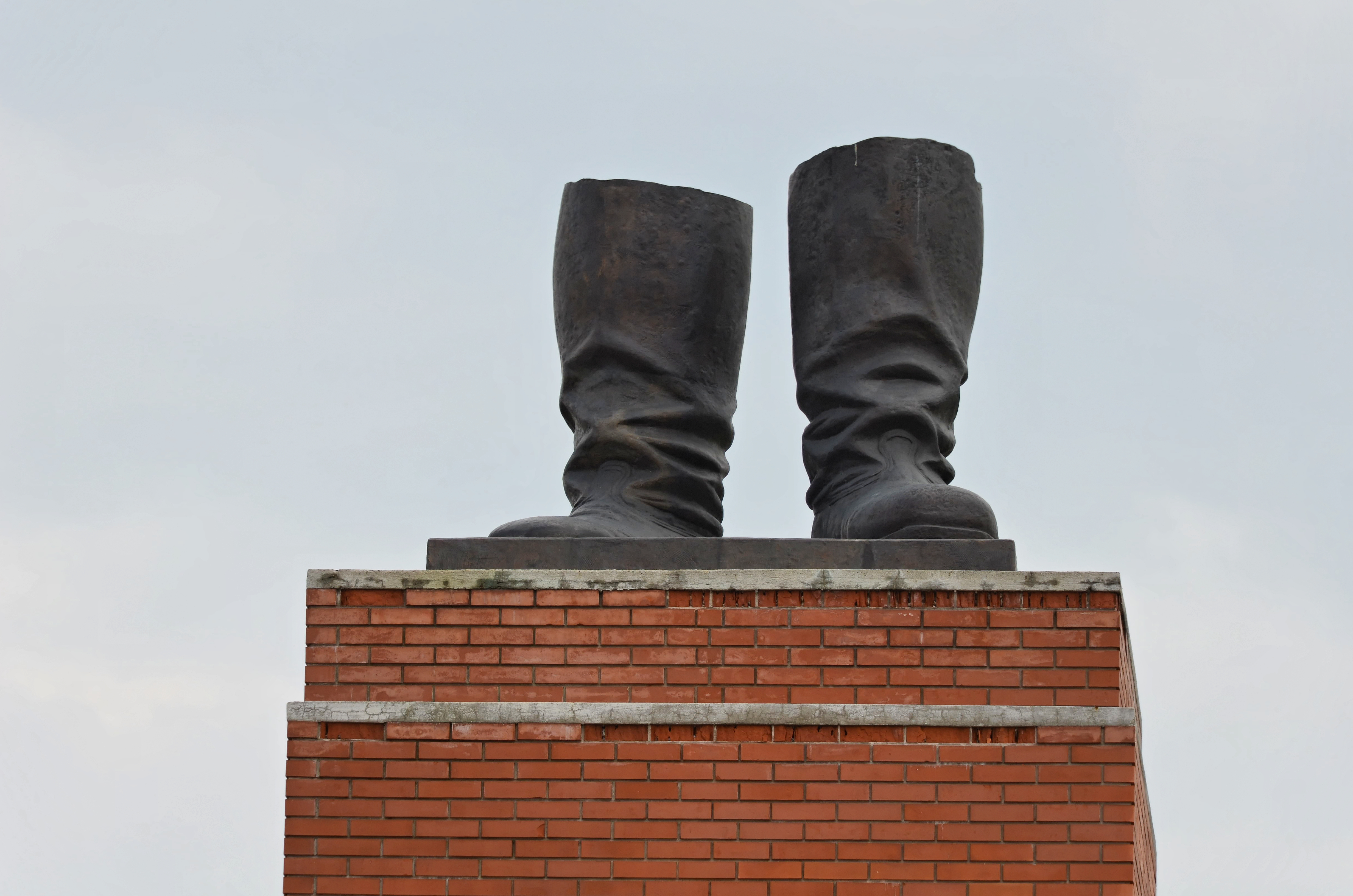
Stalins stövlar.

Memento Park (ungerska: Szoborpark) är ett unikt utomhusmuseum i Budapest i Ungern med en statypark där man samlat många av Ungerns kommunistiska statyer från 1949-1989. Den ritades av den ungerska arkitekten Ákos Eleőd efter en arkitekttävling och invigdes 1993.
Här finns bland annat statyer av Lenin, Marx och Engels men även ungerska kommunistledare. Buss 150 från Kosztolányi Dezső torg stannar vid entrén till parken.

## Bilder

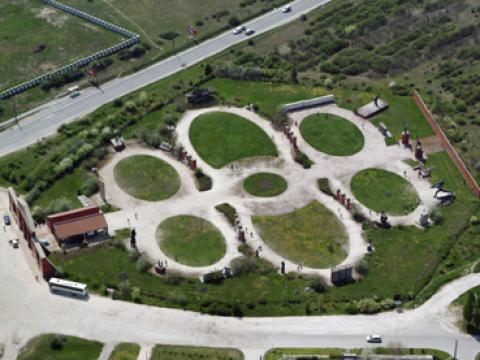
Parken uppifrån.
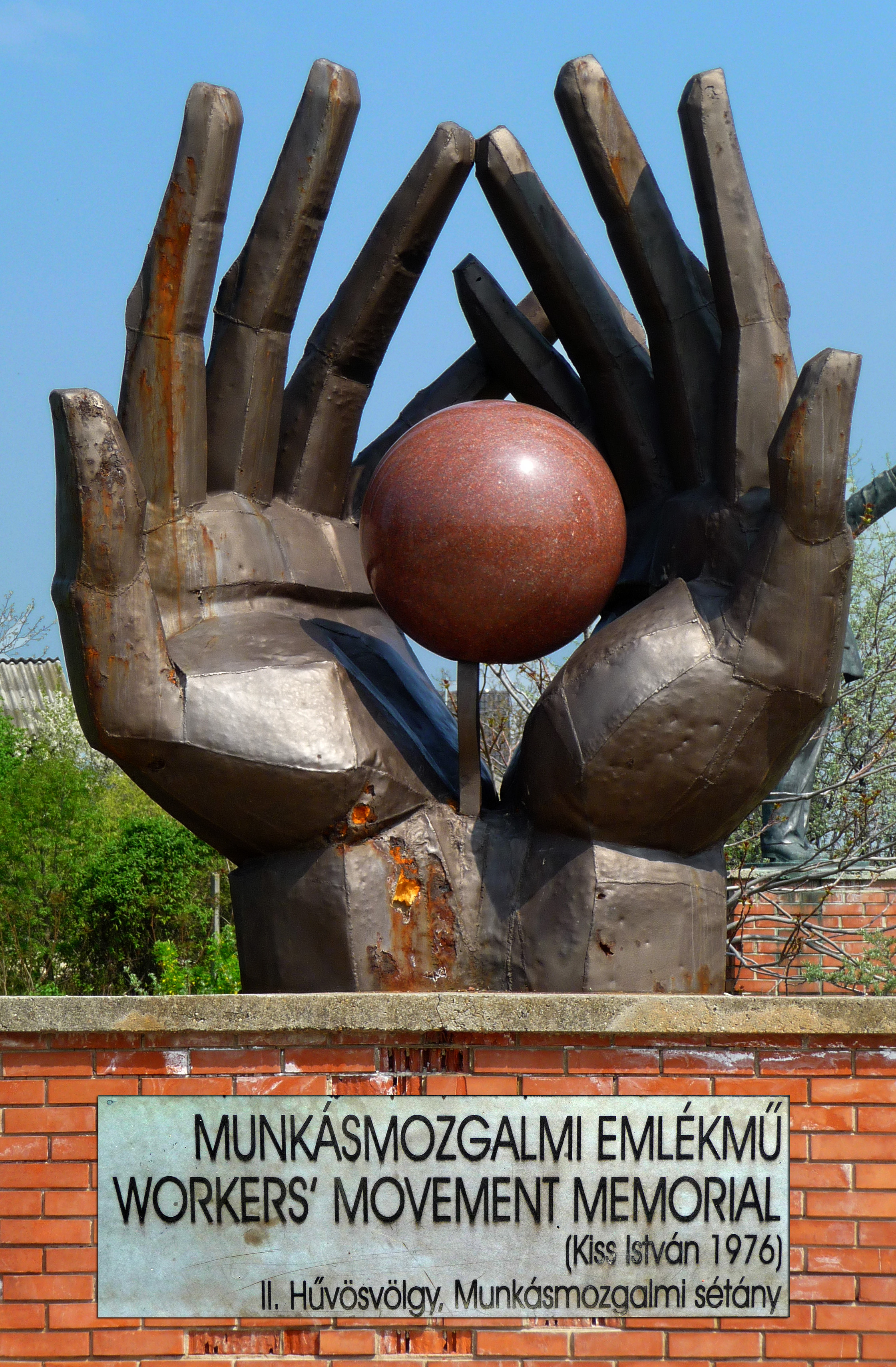
Arbetarrörelsens minnesmonumet
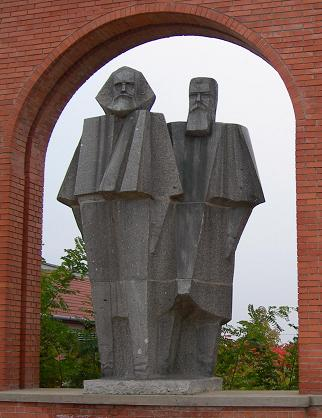
Staty av Karl Marx & Friedrich Engels
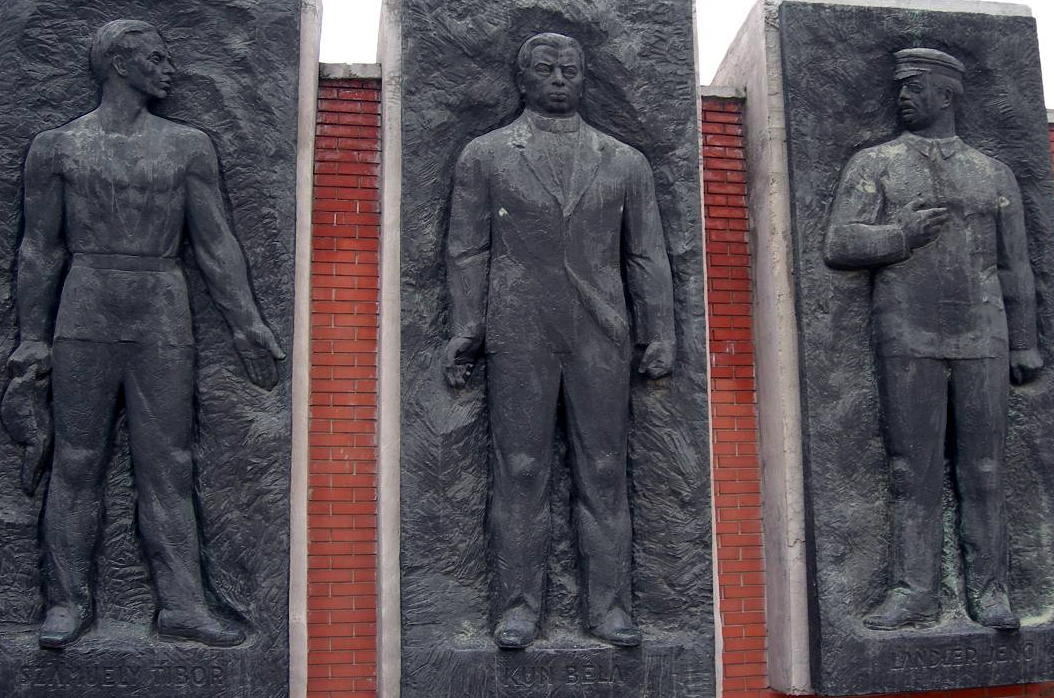
Monument över Ungerska rådsrepublikens ledare.